# Columbus (Nebraska)
Columbus é uma cidade localizada no estado americano de Nebraska, no Condado de Platte.

## Demografia
Segundo o censo americano de 2000, a sua população era de 20.971 habitantes.
Em 2006, foi estimada uma população de 21.414, um aumento de 443 (2.1%).

## Geografia
De acordo com o United States Census Bureau, a localidade tem uma área de 23,7 km², dos quais 23,2 km² cobertos por terra e 0,5 km² cobertos por água. Columbus localiza-se a aproximadamente 441 m acima do nível do mar.

## Localidades na vizinhança
O diagrama seguinte representa as localidades num raio de 24 km ao redor de Columbus.